# آرثر براون (لاعب كرة قدم)
آرثر براون (بالإنجليزية: Arthur Brown)‏ (1 يناير 1888 في المملكة المتحدة) هو لاعب كرة قدم بريطاني (وحمل سابقاً جنسية المملكة المتحدة لبريطانيا العظمى وأيرلندا) في مركز حراسة المرمى. لعب مع نادي بورتسموث ونادي ساوثهامبتون وCowes Sports F.C. ‏

## وصلات خارجية
- آرثر براون على موقع قاعدة بيانات كرة القدم.إي يو (الإنجليزية)
- آرثر براون على موقع أوليمبيديا (الإنجليزية)